# Reinhold Kruppa
Reinhold Kruppa (* 1933 in Berlin) ist ein deutscher Geschichtsmethodiker im Ruhestand. 
Kruppa promovierte 1965 in Berlin am Pädagogischen Zentralinstitut mit einer geschichtsmethodischen Dissertation. Er stieg zum Fachgebietsleiter Geschichte am Institut für Gesellschaftswissenschaftlichen Unterricht der Akademie der Pädagogischen Wissenschaften der DDR auf und war damit maßgeblich für die Lehrpläne, Lehrbücher und Unterrichtshilfen im Geschichtsunterricht verantwortlich. Mit Bruno Gentner gab er 1975 die den Unterricht prägende Methodik Geschichtsunterricht heraus. In den 1980er Jahren sollte eine Modernisierung erarbeitet werden, herausgegeben von Kruppa, Wendelin Szalai und Hannolore Iffert, die aber nicht mehr erschienen ist. Mit der Abwicklung der APW trat Kruppa in den Ruhestand, arbeitete aber noch für den Diesterweg Verlag an Schulbüchern von Wolfgang Hug mit. 

## Schriften
- Die Niederlausitz griff zur Waffe. Die Abwehr des Kapp-Putsches in der Niederlausitz. Verlag des Ministeriums für Nationale Verteidigung, Berlin 1957.
- Probleme der faßlichen Behandlung ideologischer Grundfragen im Geschichts- und Staatsbürgerkundeunterricht: Untersucht in 6. und 10. Klassen. Pädagogisches Zentralinstitut, Berlin 1965 [= Dissertation].
- (Hrsg. APW, ausgearbeitet von einem Autorenkollektiv unter der Leitung von Bruno Gentner und Reinhold Kruppa): Methodik Geschichtsunterricht. Volk und Wissen, Berlin 1975, 3., bearb. Auflage 1983.
- Unterrichtshilfen Geschichte. Volk und Wissen, Berlin 1971 u. ö.
- Der Lehrplan Geschichte der zehnklassigen allgemeinbildenden polytechnischen Oberschule: inhaltliche und didaktisch-methodische Erläuterungen von Anne-Dore Krause; Reinhold Kruppa; Inge Seidel. [Akad. d. Pädag. Wiss. d. Dt. Demokrat. Republik], Volk und Wissen, Berlin 1989. ISBN 978-3-06-117701-0